# 大苞寄生
大苞寄生（学名：Tolypanthus maclurei），为桑寄生科大苞寄生属下的一个植物种。